# 怪盗グルーシリーズ
「怪盗グルーシリーズ」（Despicable Me）は、イルミネーションが製作し、ユニバーサル・ピクチャーズが配給するアメリカの3DCGアニメ映画シリーズ、及びそこから派生したメディア・フランチャイズ。
2010年に公開された『怪盗グルーの月泥棒 3D』から始まり、その後『怪盗グルーのミニオン危機一発』（2013年）と『怪盗グルーのミニオン大脱走』（2017年）の2つの続編が公開されており、また『ミニオンズ』（2015年）『ミニオンズ フィーバー』（2022年）2つのスピンオフ作品がある。
また、このフランチャイズには、多数の短編映画、テレビ特番、複数のビデオゲーム、テーマパークのアトラクションも含まれている。このフランチャイズは、世界的な興行収入が37億ドルを超え、アニメーション映画のフランチャイズとしては最高額、映画のフランチャイズとしては歴代15位の興行収入を記録している。

## 映画

### メインシリーズ

#### 怪盗グルーの月泥棒（2010年）
2010年7月9日に全米公開された『怪盗グルーの月泥棒』（英: Despicable Me）は、シリーズ最初の作品であり、イルミネーション最初の作品でもある。監督はピエール・コフィンとクリス・ルノー、原案はウォルト・ディズニー・スタジオ出身のセルジオ・パブロス、脚本はシンコ・ポールとケン・ダウリオが務めた。6900万ドルの予算に対して、興行収入が全世界で5億4300万ドル以上を記録した。日本では、興行収入が12億円を記録した。

#### 怪盗グルーのミニオン危機一発（2013年）
続編『怪盗グルーのミニオン危機一発』（英: Despicable Me 2）は、2013年7月3日に全米公開された。監督はピエール・コフィンとクリス・ルノー、脚本はシンコ・ポールとケン・ダウリオが務め、前作の製作陣が再集結した。7600万ドルの予算に対して、全世界で9億7,000万ドル以上の興行収入を記録した。日本では、興行収入25億円を記録し、前作を上回った。アカデミー賞、長編アニメ映画賞、歌曲賞にノミネートされた。

#### 怪盗グルーのミニオン大脱走（2017年）
シリーズ第3作目となる『怪盗グルーのミニオン大脱走』（英: Despicable Me 3）は、2017年6月30日に全米公開された。監督はピエール・コフィンとカイル・バルダ、共同監督はエリック・ギヨンが務め、前作に引き続きシンコ・ポールとケン・ダウリオが脚本を務めた。8000万ドルの予算に対して、興行収入が全世界で10億3479万ドル以上を記録した。日本では、興行収入73.1億円を記録し、現在、日本で公開されたディズニー/ピクサーを除いたハリウッド・アニメーションでは過去最高収入である。

#### 怪盗グルーのミニオン超変身（2024年）
イルミネーションのCEOであるクリス・メレダンドリが2017年9月のインタビューで、シリーズの4作目が製作中であることを明らかにした。

### スピンオフシリーズ

#### ミニオンズ（2015年）
初のスピンオフ作品『ミニオンズ』（英: Minions）は、2015年7月10日に全米公開された。監督はピエール・コフィンとカイル・バルダ、脚本はブライアン・リンチ、製作はクリス・メレダンドリとジャネット・ヒーリーが務めた。7400万ドルの予算に対して、興行収入が全世界で11億5707万ドル以上の興行収入を記録し、『アナと雪の女王』に次ぐ世界歴代2番目に興行収入の多かったアニメーション映画となった。日本国内に限っても興行収入は52.3億円を記録した。

#### ミニオンズ フィーバー（2022年）
2017年1月25日、『ミニオンズ』の続編にあたる『ミニオンズ フィーバー』（英: Minions: The Rise of Gru）の製作が発表され、同年7月19日に製作が開始された。当初は2020年7月3日公開予定だったが新型コロナウイルス感染症の世界的流行により、2021年7月2日、2022年7月1日に延期された。監督はカイル・バルダ、脚本はブライアン・リンチ、製作はクリス・メレダンドリとジャネット・ヒーリーとクリス・ルノーが務めた。

## ショート作品
| #  | 日本語題                         | 原題                    | 公開日         | 収録作品                     | 備考               | 脚注          |
| -- | -------------------------------- | ----------------------- | -------------- | ---------------------------- | ------------------ | ------------- |
| 1  | みんなで模様替え                 | Home Makeover           | 2010年12月14日 | 怪盗グルーの月泥棒           | DVD・Blu-rayに収録 | [ 21 ]        |
| 2  | ミニオンのお仕事                 | Orientation Day         | 2010年12月14日 | 怪盗グルーの月泥棒           | DVD・Blu-rayに収録 | [ 21 ]        |
| 3  | バナナ                           | Banana                  | 2010年12月14日 | 怪盗グルーの月泥棒           | DVD・Blu-rayに収録 | [ 21 ]        |
| 4  | ミニオンの子犬                   | Puppy                   | 2013年12月10日 | 怪盗グルーのミニオン危機一発 | DVD・Blu-rayに収録 | [ 22 ]        |
| 5  | 郵便室危機一発                   | Panic in the Mailroom   | 2013年12月10日 | 怪盗グルーのミニオン危機一発 | DVD・Blu-rayに収録 | [ 22 ]        |
| 6  | アグネスの自転車                 | Training Wheels         | 2013年12月10日 | 怪盗グルーのミニオン危機一発 | DVD・Blu-rayに収録 | [ 22 ]        |
| 7  | クロミニオン                     | Cro Minion              | 2015年12月08日 | ミニオンズ                   | DVD・Blu-rayに収録 | [ 23 ]        |
| 8  | ライバル                         | Competition             | 2015年12月08日 | ミニオンズ                   | DVD・Blu-rayに収録 | [ 23 ]        |
| 9  | ピンキー・ネルソンの大冒険       | Binky Nelson Unpacified | 2015年12月08日 | ミニオンズ                   | DVD・Blu-rayに収録 | [ 23 ]        |
| 10 | ミニオンズ:アルバイト大作戦      | Mower Minions           | 2016年07月08日 | ペット                       | 劇場公開           | [ 24 ]        |
| 11 | カイルの秘密の生活               | The Secret Life of Kyle | 2017年12月05日 | 怪盗グルーのミニオン大脱走   | DVD・Blu-rayに収録 | [ 25 ]        |
| 12 | ミニオンのミニミニ脱走           | Yellow is the New Black | 2018年11月09日 | グリンチ                     | 劇場公開           | [ 26 ] [ 27 ] |
| 13 | ミニオンのクリスマス大騒動       | Santa's Little Helpers  | 2019年02月05日 | グリンチ                     | DVD・Blu-rayに収録 | [ 28 ] [ 29 ] |
| 14 | ミニオンのキャンプで爆笑大バトル | Minion Scouts           | 2019年08月27日 | ペット2                      | DVD・Blu-rayに収録 | [ 30 ] [ 31 ] |
| 15 | ミニオンの月世界                 | Mooned                  | 2023年12月22日 | FLY!/フライ!                 | 劇場公開           | [ 32 ]        |

## その他のメディア

### テレビスペシャル

#### ミニオンズ・ホリデー・スペシャル（2020年）
『ミニオンの子犬』『アグネスの自転車』『ミニオンのクリスマス大騒動』『ミニオンのキャンプで爆笑大バトル』などの短編作品を30分にまとめたもの。2020年11月27日にNBCで放送された。

### ビデオゲーム

#### Despicable Me: The Game（2010年）
『Despicable Me: The Game』は、PlayStation 2、PlayStation Portable、Wii向けに製作されたビデオゲームである。ニンテンドーDS版は、「Despicable Me: The Game - Minion Mayhem」という名前で発売された。バンダイナムコエンターテインメントとAnino Gamesが開発した「Despicable Me: Minion Mania」と題したiPhoneとiPad向けのものも発売された。

#### ミニオンラッシュ（2013年）
『ミニオンラッシュ』（英: Despicable Me: Minion Rush）は、2013年6月13日にiPhone、iPad、Android、Windows Phone向けに開発されたビデオゲームである。発売後3ヶ月で1億回ダウンロードを記録し、BAFTAのキッズ投票部門で英国アカデミー児童賞を受賞した。

#### ミニオンズパラダイス（2015年）
『ミニオンズパラダイス』（英: Minions Paradise）は、2015年10月13日にエレクトロニック・アーツが開発したFree-to-playのモバイルゲームである。

### 書籍
| #  | 原題                                              | 発売日         | ISBN          | 脚注   |
| -- | ------------------------------------------------- | -------------- | ------------- | ------ |
| 1  | Despicable Me: My Dad the Super Villain           | 2010年5月19日  | 0-316-08382-8 | [ 41 ] |
| 2  | Despicable Me: The Junior Novel                   | 2010年5月19日  | 0-316-08380-1 | [ 41 ] |
| 3  | Despicable Me: The World's Greatest Villain       | 2010年5月19日  | 0-316-08377-1 | [ 41 ] |
| 4  | Minions: Sleepy Kittens                           | 2010年5月19日  | 0-316-08381-X | [ 42 ] |
| 5  | Despicable Me 2: The Junior Novel                 | 2013年5月14日  | 0-316-23432-X | [ 43 ] |
| 6  | Despicable Me 2: The Anti-Villain League Handbook | 2013年5月14日  | 0-606-31738-4 | [ 44 ] |
| 7  | Despicable Me 2: Undercover Super Spies           | 2013年5月14日  | 0-316-23446-X | [ 45 ] |
| 8  | Despicable Me 2: Meet the Minions                 | 2013年5月14日  | 0-316-23440-0 | [ 46 ] |
| 9  | Despicable Me 2: Make a Minion                    | 2013年10月10月 | 1-471-12146-1 | [ 47 ] |
| 10 | Despicable Me 2: Attack of the Evil Minions!      | 2016年8月2日   | 0-316-39294-4 | [ 48 ] |

### アトラクション

#### ミニオン・ハチャメチャ・ライド（2012年）
2012年7月2日にユニバーサル・スタジオ・フロリダ、2014年4月12日にユニバーサル・スタジオ・ハリウッド、2017年4月21日にユニバーサル・スタジオ・ジャパンにオープンした。ユニバーサル・クリエイティブとリールFX・クリエイティヴ・スタジオズの共同で制作された。

#### ミニオン・パーク
ユニバーサル・スタジオ・ジャパンに2017年4月21日オープンした。2021年オープン予定のユニバーサル・スタジオ・北京にも「ミニオン・ランド」として導入が予定されている。

## 主な登場人物
声は「原語版 / 日本語吹替版」で表記。
グルー
声 - スティーヴ・カレル / 笑福亭鶴瓶
本名はフェロニアス・グルー。ロシア語のアクセント（日本語吹替版では関西弁）で話すシリーズの主人公。マーゴ、エディス、アグネスの養父であり、ミニオンズのボス。メインシリーズ2作目の『怪盗グルーのミニオン危機一発』では、ルーシー・ワイルドと結婚する。3作目の『怪盗グルーのミニオン大脱走』では、グルーにドルーという生き別れになっていた双子の兄弟がいることが判明する。
グルーはドラキュラ伯爵のようなキャラクターとして構想されていたが、監督を務めたクリス・ルノーとピエール・コフィンは、「アウリック・ゴールドフィンガーのようなキャラクターとジェームズ・ボンドのようなテクノロジーの世界」を反響させる悪役を選ぶことになった。
ミニオンズ
声 - ピエール・コフィン / 非公開
1つまたは2つの目を持つグルーの子分。フランス語、英語、スペイン語、イタリア語など、多くの言語の単語を混ぜた言語を話すが、国ごとに吹き替えを行い認識できるようにしている。彼らは地球上の生命の始まりから存在しており、最も恐ろしい悪役に仕えたいと願っている。短編作品『バナナ』では、ミニオンたちが果物、特にバナナに対して抑えきれないほどの渇望を抱いていることが明らかになっている。特に注目されているのは、スチュアート、ケビン、ボブ、メル、ケン、マイク、デイブ、ジェリー、カール、トム、フィル、ティム、ジョージである。
ネファリオ博士
声 - ラッセル・ブランド / 伊井篤史（第1作・第2作）、土田大（スピンオフ第2作）
イギリス訛りで話すグルーの仲間の科学者。高齢のため耳が遠く、聞き間違いで風変わりな発明品を生み出すこともある。グルーの母親であるマレーナに恋愛感情を抱いている。1968年の大悪党大会の展示ブースで冷凍光線銃を携えて出展していた。
マーゴ
声 - ミランダ・コスグローヴ / 須藤祐実
グルーが引き取った三姉妹の長女。しっかり者で、三姉妹の中で保護者的存在。グルーと出会ってから彼に不信感を抱いていたが、信頼するようになる。
イディス
声 - デイナ・ゲイアー / 矢島晶子
グルーが引き取った三姉妹の次女。おてんばな性格で、口が悪いところがある。グルーの家に来た際、彼の発明品を弄って遊んでいた。
アグネス
声 - エルシー・フィッシャー（第1作・アトラクション・第2作）、ネヴ・シャレル（第3作） / 芦田愛菜
グルーが引き取った三姉妹の末っ子。三姉妹の中で1番にグルーのことを信頼した。ユニコーンのぬいぐるみ「フラッフィ」を常に持ち歩いている。
声優は原語版吹き替え版共に子役が担当している。原語版のエルシー・フィッシャーは成長と共に交代したが、吹替版の芦田愛菜はシリーズ一貫して担当している。
ルーシー・ワイルド
声 - クリステン・ウィグ / 中島美嘉
反悪党同盟の美人捜査官。グルーと組んで悪党を追い詰める。柔術、クラヴ・マガ、アステカ戦、クランピングなどを組み合わせた独自の格闘技を完成させている。147回のデートを経てグルーと結婚し、三姉妹の母となる。
ドルー
声 - スティーヴ・カレル / 生瀬勝久
グルーの生き別れになっていた双子の兄弟。フリードニアという国に住んでいる。グルーとは対照的にブロンドの髪を持ち、白い服装をしている。

## スタッフ
| 役割       | スタッフ                                                           | スタッフ                                  | スタッフ                                                        | スタッフ                                  | スタッフ                                                     |
| 役割       | メインシリーズ                                                     | メインシリーズ                            | メインシリーズ                                                  | スピンオフシリーズ                        | スピンオフシリーズ                                           |
| 役割       | 怪盗グルーの月泥棒                                                 | 怪盗グルーのミニオン危機一発              | 怪盗グルーのミニオン大脱走                                      | ミニオンズ                                | ミニオンズ フィーバー                                        |
| 役割       | 2010年                                                             | 2013年                                    | 2017年                                                          | 2015年                                    | 2022年                                                       |
| ---------- | ------------------------------------------------------------------ | ----------------------------------------- | --------------------------------------------------------------- | ----------------------------------------- | ------------------------------------------------------------ |
| 監督       | クリス・ルノー ピエール・コフィン                                  | クリス・ルノー ピエール・コフィン         | ピエール・コフィン カイル・バルダ エリック・ギヨン （共同監督） | ピエール・コフィン カイル・バルダ         | カイル・バルダ ブラッド・アブルソン ジョナサン・デル・ヴァル |
| 製作       | クリストファー・メレダンドリ ジョン・コーエン ジャネット・ヒーリー | クリス・メレダンドリ ジャネット・ヒーリー | クリス・メレダンドリ ジャネット・ヒーリー                       | クリス・メレダンドリ ジャネット・ヒーリー | クリス・メレダンドリ ジャネット・ヒーリー クリス・ルノー     |
| 製作総指揮 | セルジオ・パブロス ニーナ・ローワン                                | ロバート・テイラー                        | クリス・ルノー                                                  | クリス・ルノー                            | ピエール・コフィン                                           |
| 脚本       | シンコ・ポール ケン・ダウリオ                                      | シンコ・ポール ケン・ダウリオ             | シンコ・ポール ケン・ダウリオ                                   | ブライアン・リンチ                        | ブライアン・リンチ                                           |
| 音楽       | ハンス・ジマー ヘイター・ペレイラ ファレル・ウィリアムス           | ヘイター・ペレイラ ファレル・ウィリアムス | ヘイター・ペレイラ                                              | ヘイター・ペレイラ                        | ヘイター・ペレイラ                                           |
| 編集       | パム・ジーゲンハーゲン グレゴリー・パーラー                        | グレゴリー・パーラー                      | クレア・ドジソン                                                | クレア・ドジソン                          | クレア・ドジソン                                             |
| 製作会社   | イルミネーション                                                   | イルミネーション                          | イルミネーション                                                | イルミネーション                          | イルミネーション                                             |
| 配給       | ユニバーサル・ピクチャーズ                                         | ユニバーサル・ピクチャーズ                | ユニバーサル・ピクチャーズ                                      | ユニバーサル・ピクチャーズ                | ユニバーサル・ピクチャーズ                                   |

## 評価

### 興行収入
| 作品               | 作品                         | 作品               | 興行収入       | 興行収入       | 興行収入       | 興行収入  | 順位 | 順位   | 製作費       | 脚注          |
| 作品               | 作品                         | 作品               | 北米           | その他の地域   | 全世界         | 日本      | 北米 | 全世界 | 製作費       | 脚注          |
| ------------------ | ---------------------------- | ------------------ | -------------- | -------------- | -------------- | --------- | ---- | ------ | ------------ | ------------- |
| メインシリーズ     | 怪盗グルーの月泥棒           | 2010年             | $251,513,985   | $291,600,000   | $543,113,985   | 12.0億円  | 110  | 163    | $69,000,000  | [ 63 ]        |
| メインシリーズ     | 怪盗グルーのミニオン危機一発 | 2013年             | $368,065,385   | $602,700,620   | $970,761,885   | 25.0億円  | 38   | 34     | $76,000,000  | [ 6 ]         |
| メインシリーズ     | 怪盗グルーのミニオン大脱走   | 2017年             | $264,624,300   | $770,175,109   | $1,034,799,409 | 73.1億円  | 96   | 25     | $80,000,000  | [ 11 ]        |
| メインシリーズ合計 | メインシリーズ合計           | メインシリーズ合計 | $884,199,550   | $1,664,475,729 | $2,548,675,279 | 110.1億円 |      |        | $225,000,000 |               |
| スピンオフシリーズ | ミニオンズ                   | 2015年             | $336,045,770   | $823,352,627   | $1,159,398,397 | 52.1億円  | 49   | 14     | $74,000,000  | [ 64 ]        |
| スピンオフシリーズ | ミニオンズ フィーバー        | 2022年             |                |                |                |           |      |        |              |               |
| 合計               | 合計                         | 合計               | $1,220,245,320 | $2,487,828,356 | $3,708,073,676 | 162.2億円 | 18   | 13     | $299,000,000 | [ 65 ] [ 66 ] |

### 評価
| 作品               | 作品                         | 作品   | Rotten Tomatoes    | Metacritic       | CinemaScore |
| ------------------ | ---------------------------- | ------ | ------------------ | ---------------- | ----------- |
| メインシリーズ     | 怪盗グルーの月泥棒           | 2010年 | 81%（197レビュー） | 72（35レビュー） | A           |
| メインシリーズ     | 怪盗グルーのミニオン危機一発 | 2013年 | 75%（181レビュー） | 62（39レビュー） | A           |
| メインシリーズ     | 怪盗グルーのミニオン大脱走   | 2017年 | 58%（190レビュー） | 49（37レビュー） | A           |
| スピンオフシリーズ | ミニオンズ                   | 2015年 | 55%（216レビュー） | 56（35レビュー） | A–          |
| スピンオフシリーズ | ミニオンズフィーバー         | 2022年 |                    |                  |             |